# Ecclesiam a Jesu
 Ecclesiam a Jesu  è una bolla di papa Pio VII pubblicata il 13 settembre 1821, con la quale il Pontefice condanna tutte le società segrete, in particolare la Carboneria e la Massoneria, di cui è ritenuta una propaggine. Il Pontefice fa presente che la Carboneria fomenta ribellioni e spoglia i Re e i Prìncipi del loro potere. È comminata la scomunica agli aderenti della setta per la sua segretezza e per le cospirazioni contro lo Stato e la Chiesa.
Secondo il documento, i veri obbiettivi dei Carbonari erano:
- indifferentismo religioso[2]
- totale libertà religiosa[3]
- la profanazione di Gesù Cristo attraverso le loro cerimonie[4]
- disprezzare e forse sostituire i sacramenti della Chiesa[5]
- complottare contro il primato papale[6]

Tutti i membri della Carboneria furono scomunicati, insieme a coloro che mantenevano i segreti dei Carbonari e a coloro che promuovevano la letteratura carbonara.